# Malaja Višera

## Općenito
Malaja Vishera (ruski: Ма́лая Ви́шера) je grad u Novgorodskoj oblasti u Rusiji. Zemljopisni položaj mu je 58°51' sjeverne zemljopisne širine i 32°13' istočne zemljopisne dužine-
Upravno je sjedište Malovišerskog rajona.

## Ime
Grad je dobio ime po obližnjoj istoimenoj rijeci Višeri, na čijoj se obali nalazi.

## Povijest
Naselje je utemeljeno 1843. godine, kad je počela gradnja Nikolajevske pruge (koja poveziva Moskvu i Petrograd, otvorena za promet 1851.) kroz područje današnjeg grada, kada je izgrađeno malo naselje pri željezničkoj postaji.
1871. je u statusu posada, a gradom je priznato 1921. godine.

## Stanovništvo
Broj stanovnika: 
- 2005.: 13.700
- 2002.: 14.182 (popis)
- 1970.: 15.400
- 1926.:    9.685

## Promet
Željeznička postaja  je otvorena 1860.
Ruska autocesta M10 prolazi 40 km zapadno od ovog grada.

## Vanjske poveznice
- Сайт города Малая Вишера Gradske stranice